# Цеков, Олег Муссович
Олег Муссович Цеков (род. 17 ноября 1966, Челябинск, РСФСР, СССР) — российский военачальник, генерал-лейтенант (2020). Заместитель начальника Общевойсковой академии Вооружённых Сил Российской Федерации с 18 сентября 2020 года.

## Биография
Родился 17 ноября 1966 года в городе Челябинск.
С 1984—1988 год — курсант 3-го взвода 9-й роты Челябинского высшего танкового командного училища имени 50-летия Великого Октября.
Проходил службу в Туркестанском, Закавказском, Забайкальском, Сибирском и Северо-Кавказском военных округах, а также в Монголии на различных командных должностях.
С 2007 по 2009 — командир 74-й отдельной гвардейской Звенигородско-Берлинской мотострелковой бригады 41-й общевойсковой армии Сибирского военного округа.
С 2009 по 2011 — слушатель факультета национальной безопасности и обороны государства Военной академии Генерального штаба Вооружённых сил Российской Федерации.
С июня 2011 по декабрь 2015 — командир 200-й отдельной мотострелковой Печенгской бригады Береговых войск Северного флота ВМФ Российской Федерации.
21 февраля 2015 года Указом Президента Российской Федерации № 91 присвоено воинское звание генерал-майор.
С декабря 2015 по июль 2017 — начальник штаба — первый заместитель командующего 6-й общевойсковой армией Западного военного округа.
С 5 июля 2017 по август 2018 — начальник штаба — первый заместитель командующего 8-й общевойсковой армией Южного военного округа.
С августа 2018 по сентябрь 2020 — командующий 5-й общевойсковой армией Восточного военного округа.
Указом Президента РФ № 143 от 20 февраля 2020 года присвоено воинское звание генерал-лейтенант.
С 18 сентября 2020 года — заместитель начальника Общевойсковой академии Вооружённых Сил Российской Федерации.
Участник боевых действий.
Участник парадов победы на Красной площади 2021,2022,2023 годов.

## Награды
- Орден «За заслуги перед Отечеством 3-й степени» с мечами[5],
- Орден «За заслуги перед Отечеством 4-й степени» с мечами[5],
- Орден Александра Невского[5],
- Орден Кутузова[5],
- Два «Ордена Мужества»[5],
- Орден «За военные заслуги»,
- Орден Почёта,
- Медаль ордена «За заслуги перед Отечеством» 2-й степени,
- Две медали «За отвагу»,
- Медаль «За боевые заслуги»,
- Медаль «За отличие в воинской службе» 1-й степени,
- Медаль «За отличие в воинской службе» 2-й степени,
- Ведомственные награды Минобороны СССР и РФ.